# Intellifont
Intellifont FAIS, aussi appelé Intellifont, est un format de fonte numérique ; son moteur de rendu étant Intellifont. Il est développé par Agfa Compugraphic et a été utilisé dans les imprimantes HP Laserjet III.